# Linum marojejyense
Linum marojejyense là một loài thực vật có hoa trong họ Linaceae. Loài này được (Humbert) C.M. Rogers mô tả khoa học đầu tiên năm 1981.